# Швейкин, Алексей Фёдорович

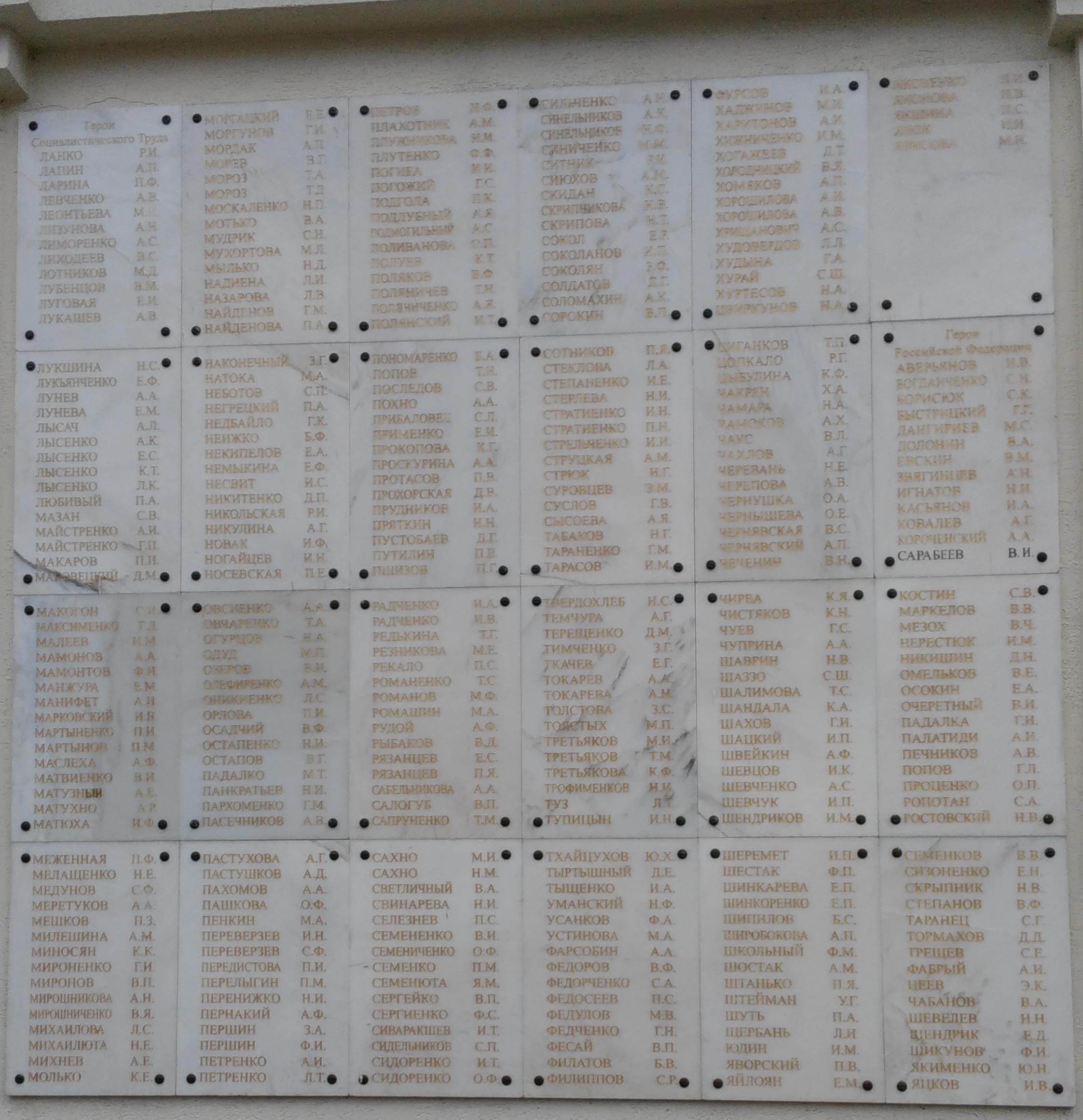
Мемориальная доска с именами Героев Социалистического Труда Кубани и Адыгеи. Краснодар 2017

Алексей Фёдорович Швейкин (2 апреля 1933, Шацкий район, Московская область — 18 февраля 2016, Кучугуры, Краснодарский край) — горнорабочий очистного забоя шахты № 11-12 комбината «Интауголь» (Инта, Республика Коми), Герой Социалистического Труда.

## Биография
Родился 2 апреля 1933 года в деревне Мариновка Шацкого района (ныне — Рязанской области) в многодетной крестьянской семье. Русский. Начал рано работать в колхозе. Перед Великой Отечественной войной умерла мать. Отец и два старших брата ушли на фронт.
Oкончив Новомосковскую горнопромышленную школу (Тульская область), трудился на строительстве шахт в городе Северозадонск Тульской области.
В 1953 году был призван в ряды Вооруженных Сил. Служил в городе Инта (Республика Коми). После демобилизации в 1956 году остался в Инте работать на шахте.
15 лет А. Ф. Швейкин возглавлял комплексную бригаду по добыче угля. За VIII пятилетку бригада выдала сверх плана 25000 тонн угля и завершила пятилетнее задание досрочно.
Указом Президиума Верховного Совета СССР от 30 марта 1971 года Швейкину Алексею Фёдоровичу присвоено звание Героя Социалистического Труда с вручением ордена Ленина и золотой медали «Серп и Молот».
В 1979 году по состоянию здоровья А. Ф. Швейкин был вынужден уехать на юг в посёлок Кучугуры Темрюкского района Краснодарского края. Работал на строительстве пионерского лагеря «Инта-Уголь».
С 1983 года на пенсии. Жил в посёлке Кучугуры Темрюкского района Краснодарского края.
Умер 18 февраля 2016 года.

## Награды и звания
- Ордена Ленина, «Знак Почёта», медаль «В ознаменование 100-летия со дня рождения Владимира Ильича Ленина», знак «Шахтёрская слава».

## Память
- В Краснодаре установлена мемориальная доска с именами Героев Социалистического Труда Кубани и Адыгеи